# Pizza Pizza

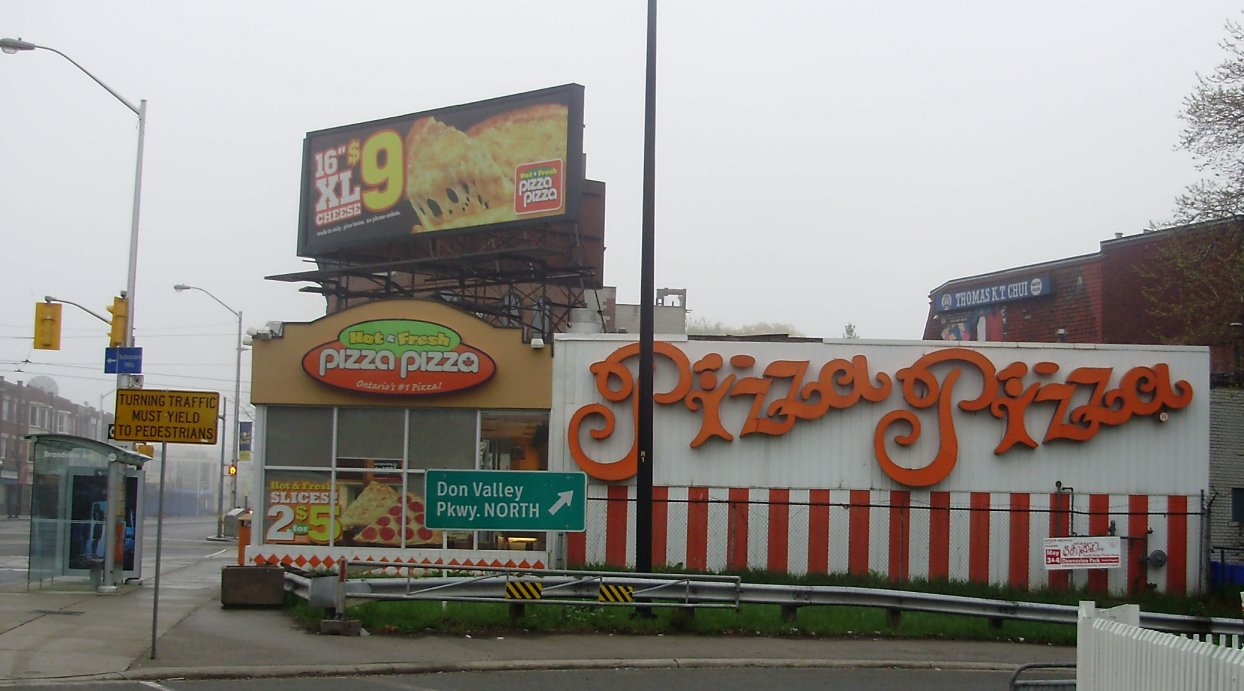
Un magasin de Pizza Pizza

Pizza  Pizza Royalty Corporation (TSX : PZA.UN) est une chaîne canadienne de pizzerias implantée principalement dans la province de l'Ontario. Pizza Pizza a son siège à Etobicoke, Toronto.
Elle possède aussi des franchises dans la province de Québec, et dans l'Ouest canadien où elle opère sous l'enseigne Pizza 73. 
L'entreprise a été fondée par Michael Overs, lorsqu'ouvre  le 31 décembre 1967, au carrefour des rues Wellesley et Parliament à Toronto, la première pizzeria Pizza Pizza. La société s'est développée dans les années 1970 dans et aux alentours de la ville de Toronto, avant de s'étendre dans le reste de l'Ontario dans les années 1980 et 1990. La chaîne a ouvert son premier restaurant dans la ville de Montréal en 2007.
Le réseau de Pizza Pizza compte aujourd'hui plus de 500 restaurants à travers le Canada.

## Principaux actionnaires
Au 19 mars 2020.
| Invesco Canada                 | 9,75% |
| 1832 Asset Management          | 7,06% |
| Dimensional Fund Advisors      | 3,41% |
| Manulife Investment Management | 3,13% |
| Mackenzie Financial            | 2,49% |
| BC Investment Management       | 0,55% |
| Sionna Investment Managers     | 0,48% |
| Huber Capital Management       | 0,26% |
| Curtis Feltner                 | 0,21% |
| TD Asset Management            | 0,20% |